# Перни
Перни или Караджакьой (на гръцки: Πέρνη, до 1926 година Καρατζά Κιόι, Карадза Кьой, до 1927 година Φίλιπποι, Филипи) е село в Гърция, дем Места (Нестос), административна област Източна Македония и Тракия. 

## География
Разположено е на около 25 километра североизточно от Кавала, на надморска височина от 80 m.

## История

### В Османската империя
В XIX век е изцяло мюсюлманско село в Саръшабанска каза на Османската империя. На австро-унгарската военна карта е отбелязано като Караджа Коюн (Karadža Kojun). Съгласно статистиката на Васил Кънчов („Македония. Етнография и статистика“) към 1900 година Караджа Коюнъ е турско селище и в него живеят 930 турци.
Според гръцка статистика към 1911 година селото е изцяло мюсюлманско с 860 жители мюсюлмани.

### В Гърция
В 1913 година селото попада в Гърция след Междусъюзническата война. Според статистика от 1913 година има население от 864 души. Селото е споменато като самостоятелно селище в 1924 година. През 20-те години на XX век турското му население се изселва по споразумението за обмен на население между Гърция и Турция след Лозанския мир и на негово място са заселени гърци бежанци, които в 1928 година са 309 семейства с 1205 души, като селището е изцяло бежанско.
Българска статистика от 1941 година показва 1600 жители.
Селяните произвеждат големи количества пшеница и тютюн, като се занимават и с краварство.
| Име          | Име          | Ново име | Ново име  | Описание                          |
| ------------ | ------------ | -------- | --------- | --------------------------------- |
| Хасламарикия | Χασλαμαρίκια | Фитория  | Φυτώρια   | местност, Ю от Перни              |
| Деде         | Ντεντὲ       | Агиовуни | Άγιοβούνι | връх в Урвил (689 m), СЗ от Перни |

Става част от тогавашния дем Саръшабан по закона Каподистрияс от 1997 година. С въвеждането на закона Каликратис, Перни става част от дем Места.
Според преброяването от 2001 година има 941 жители, а според преброяването от 2011 година има 897 жители.
| Година    | 1913 | 1920 | 1928 | 1940 | 1951 | 1961 | 1971 | 1981 | 1991 | 2001 | 2011 | 2021 |
| --------- | ---- | ---- | ---- | ---- | ---- | ---- | ---- | ---- | ---- | ---- | ---- | ---- |
| Население | 864  | 1004 | 1311 | 1513 | 1539 | 1460 | 1143 | 1115 | 1007 | 941  | 897  | 745  |